# Cécile de Rodez
Cécile de Rodez, née vers 1275, morte après avril 1313, fut comtesse de Rodez de 1304 à 1313. Elle était fille d'Henri II, comte de Rodez et vicomte de Carlat, et de Mascarosse de Comminges.
Elle épousa en 1298 Bernard VI († 1319), comte d'Armagnac, et eut :
- Jean Ier (1305 † 1373), comte d'Armagnac, de Fezensac et de Rodez.
- Mathe († 1364), mariée en 1321 à Bernard-Ézi V, sire d’Albret.
- Isabeau, dame de Beras.

À la mort de son père, elle dut lutter contre ses sœurs pour pouvoir conserver le comté de Rodez.